# Barbus ciscaucasicus
Barbus ciscaucasicus е вид лъчеперка от семейство Шаранови (Cyprinidae). Видът не е застрашен от изчезване.

## Разпространение
Разпространен е в Азербайджан, Грузия и Русия.

## Описание
На дължина достигат до 50 cm.
Продължителността им на живот е около 7 години.